# Ernesto Farías
Ernesto Antonio Farías (Trenque Lauquen, Buenos Aires, Argentina, 29 de mayo de 1980), conocido deportivamente como Teclas Farías, es un exfutbolista argentino surgido de las divisiones inferiores del Club Estudiantes de La Plata, que jugaba de delantero. Actualmente se desempeña como asistente en las divisiones juveniles del Club Atlético River Plate.

## Trayectoria

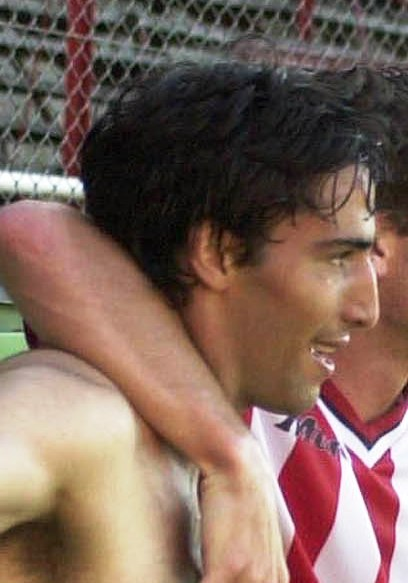
Ernesto Farías, en Estudiantes, en 2002.

Inicio sus primeros pasos en su ciudad natal Trenque Lauquen jugando en el Football Club Argentino. Luego emigro hacia La Plata para dar los primeros pasos en las inferiores de Estudiantes De La Plata.
Debutó en la Primera División del fútbol argentino el 10 de mayo de 1998, con Estudiantes de La Plata, en un partido correspondiente al Torneo Clausura de ese año en el que su equipo igualó 2-2 ante Lanús.
En el conjunto de La Plata, al que llegó en 1994 procedente del Football Club Argentino de Trenque Lauquen, se mantuvo hasta mediados de 2004, cuando fue transferido al Palermo de Italia.
Farías, además de haberse consagrado como máximo artillero del Torneo Apertura 2003 con un total de 12 tantos, posee otra destacada marca: es el quinto goleador de la historia profesional de Estudiantes con 95 goles.
Sin embargo, pese a la valiosa campaña en el equipo de La Plata, tuvo un irregular paso por el conjunto italiano y retornó a la Argentina en 2005 para jugar en River Plate, donde completó un promedio de efectividad de un gol cada dos partidos.
El 6 de julio de 2007 fue comprado por el Toluca de México, pero su esposa no pudo adaptarse a la altitud que confería la vida en este país y terminó su contrato para pasar al Porto de Portugal, equipo con el que consiguió su primer título oficial en Primera División, la Super Liga 2007-08, a la que se suma la Super Liga 2008/09. También logró en dos ocasiones la Copa de Portugal. Luego pasó a Cruzeiro de Brasil y, en reiteradas oportunidades, el jugador estuvo en la consideración de Estudiantes y River Plate para retornar a jugar al país, aunque recién lo haría en 2012 y en Independiente, de Argentina.
El 17 de enero de 2012 fue incorporado por Independiente, a préstamo por un año, con la posibilidad contractual de una opción de compra.
Farías tuvo una destacada actuación en un partido correspondiente a la 5° fecha del Torneo Clausura 2012, cuando su equipo, que llegaba de cuatro derrotas en serie, visitó a Boca Juniors en La Bombonera y lo derrotó por 5-4, con tres goles del delantero. El gol del triunfo se produjo en los instantes finales y sirvió para cortar una racha de 33 partidos sin caídas de su rival.
A mediados de 2013, luego del descenso de Independiente, se incorporó a Danubio de Uruguay (sólo jugó un partido en la temporada, con un gol).
En 2015 fue contratado por América de Cali de Colombia para buscar el ascenso a la máxima categoría. Con el equipo escarlata logró destacadas actuaciones y marco goles importantes. Fue el goleador del equipo en la temporada 2016 pieza fundamental en el regreso del club a la Primera División de Colombia, luego de cinco años de jugar en Segunda División.
En  2017 las directivas del América de Cali y el técnico Hernán Torres decidieron no continuar con el jugador, lo que causó una fuerte polémica entre los hinchas del equipo escarlata. Incluso meses después de su salida se le realizó un homenaje con un tifo en la tribuna sur del Estadio Pascual Guerrero, donde oficia de local el equipo Americano. Farias expresó su descontento con el club al subir una fotografía que evidenciaba la prohibición que se le había dado para ingresar al centro de entrenamiento del América, este evento fue de suma atención para los medios deportivos nacionales.

## Selección nacional
Fue internacional con la Selección Argentina en un partido correspondiente a las Eliminatorias Sudamericanas para la Copa Mundial de Fútbol 2006, jugado el 3 de septiembre de 2005 contra su par de Paraguay, que se impuso por 1-0 en Asunción. El entrenador argentino era José Pekerman. También integró el Seleccionado juvenil que, en 1999, obtuvo por tercera vez en su historia el Campeonato Sudamericano Sub-20 y se clasificó para el Mundial de la categoría, disputado en Nigeria, donde el combinado argentino fue eliminado en la segunda ronda por la Selección de México.
| Mundial                          | Sede    | Resultado        |
| -------------------------------- | ------- | ---------------- |
| Mundial de Fútbol Sub-20 de 1999 | Nigeria | Octavos de final |

## Estadísticas

### Clubes
| Estudiantes de La Plata Argentina |                     |                     |     |     |   |    |    |    |    |     |     |      |      |
| 1.ª | 1997-98             | 5                   | 1   | —   | — | —  | —  | —  | —  | 5   | 1   | 0,20 |      |
| 1.ª | 1998-99             | 29                  | 8   | —   | — | —  | —  | —  | —  | 29  | 8   | 0,24 |      |
| 1.ª | 1999-00             | 36                  | 17  | —   | — | —  | —  | —  | —  | 36  | 17  | 0,47 |      |
| 1.ª | 2000-01             | 37                  | 16  | —   | — | —  | —  | —  | —  | 37  | 16  | 0,43 |      |
| 1.ª | 2001-02             | 36                  | 21  | —   | — | —  | —  | —  | —  | 36  | 21  | 0,58 |      |
| 1.ª | 2002-03             | 35                  | 14  | —   | — | —  | —  | —  | —  | 35  | 14  | 0,40 |      |
| 1.ª | 2003-04             | 28                  | 18  | —   | — | —  | —  | —  | —  | 28  | 18  | 0,60 |      |
| Total | Total               | 206                 | 95  | 0   | 0 | 0  | 0  | 0  | 0  | 206 | 95  | 0,46 |      |
| US Palermo · Italia |                     |                     |     |     |   |    |    |    |    |     |     |      |      |
| 1.ª | 2004-05             | 13                  | 0   | —   | — | 3  | 2  | —  | —  | 16  | 2   | 0,12 |      |
| Total | Total               | 13                  | 0   | 0   | 0 | 3  | 2  | 0  | 0  | 16  | 2   | 0,12 |      |
| River Plate Argentina |                     |                     |     |     |   |    |    |    |    |     |     |      |      |
| 1.ª | 2004-05             | 15                  | 7   | —   | — | —  | —  | 10 | 6  | 25  | 13  | 0,52 |      |
| 1.ª | 2005-06             | 28                  | 18  | —   | — | —  | —  | 11 | 5  | 39  | 23  | 0,58 |      |
| 1.ª | 2006-07             | 24                  | 10  | —   | — | —  | —  | 8  | 3  | 32  | 13  | 0,40 |      |
| Total | Total               | 67                  | 35  | 0   | 0 | 0  | 0  | 29 | 14 | 95  | 49  | 0,51 |      |
| FC Porto Portugal |                     |                     |     |     |   |    |    |    |    |     |     |      |      |
| 1.ª | 2007-08             | 16                  | 6   | —   | — | 3  | 1  | 3  | 0  | 22  | 7   | 0,31 |      |
| 1.ª | 2008-09             | 20                  | 10  | —   | — | 9  | 3  | 2  | 0  | 31  | 13  | 0,42 |      |
| 1.ª | 2009-10             | 18                  | 7   | —   | — | 5  | 3  | 4  | 0  | 27  | 10  | 0,37 |      |
| Total | Total               | 54                  | 23  | 0   | 0 | 17 | 7  | 9  | 0  | 80  | 30  | 0,37 |      |
| Cruzeiro EC · Brasil |                     |                     |     |     |   |    |    |    |    |     |     |      |      |
| 1.ª | 2010                | 16                  | 3   | —   | — | —  | —  | —  | —  | 16  | 3   | 0,18 |      |
| 1.ª | 2011                | 9                   | 2   | 7   | 2 | —  | —  | 3  | 1  | 19  | 5   | 0,26 |      |
| Total | Total               | 25                  | 5   | 7   | 2 | 0  | 0  | 3  | 1  | 35  | 8   | 0,22 |      |
| Independiente Argentina |                     |                     |     |     |   |    |    |    |    |     |     |      |      |
| 1.ª | 2011-12             | 16                  | 7   | —   | — | —  | —  | —  | —  | 16  | 7   | 0,43 |      |
| 1.ª | 2012-13             | 26                  | 5   | —   | — | 1  | 0  | 5  | 1  | 32  | 6   | 0,19 |      |
| Total | Total               | 42                  | 12  | 0   | 0 | 1  | 0  | 5  | 1  | 48  | 13  | 0,28 |      |
| Danubio FC · Uruguay |                     |                     |     |     |   |    |    |    |    |     |     |      |      |
| 1.ª | 2014-15             | 7                   | 1   | —   | — | —  | —  | 1  | 1  | 8   | 2   | 0,25 |      |
| Total | Total               | 7                   | 1   | 0   | 0 | 0  | 0  | 1  | 1  | 8   | 2   | 0,25 |      |
| América de Cali · Colombia |                     |                     |     |     |   |    |    |    |    |     |     |      |      |
| 2.ª | 2015                | 30                  | 15  | —   | — | 2  | 1  | —  | —  | 32  | 16  | 0,50 |      |
| 2.ª | 2016                | 30                  | 13  | —   | — | 2  | 2  | —  | —  | 32  | 15  | 0,46 |      |
| 1.ª | 2017                | 9                   | 2   | —   | — | —  | —  | —  | —  | 9   | 2   | 0,22 |      |
| Total | Total               | 69                  | 30  | 0   | 0 | 4  | 3  | 0  | 0  | 73  | 33  | 0,45 |      |
| Total en su carrera | Total en su carrera | Total en su carrera | 483 | 201 | 7 | 2  | 25 | 12 | 47 | 17  | 562 | 232  | 0,41 |
| (1) Las copas nacionales se refiere a la Coppa Italia (2004/05), Taça de Portugal (2008/09), Taça da Liga (2008/09), SuperTaça (2008, 2009), Copa Colombia (2015, 2016). (1) Las copas internacionales se refiere a la Copa Libertadores (2005, 2006, 2007,2011), Copa Sudamericana (2005, 2006, 2012, 2014), Liga de Campeones de la UEFA (2007/08, 2008/09, 2009/10). |                     |                     |     |     |   |    |    |    |    |     |     |      |      |

### Total
| Equipo                 | Partidos | Goles | Promedio |
| ---------------------- | -------- | ----- | -------- |
| Clubes                 | 562      | 232   | 0,41     |
| Selección de Argentina | 1        | 0     | 0,00     |
| Total carrera          | 563      | 232   | 0,41     |

## Palmarés

### Campeonatos estatales
| Título             | Club     | País         | Año  |
| ------------------ | -------- | ------------ | ---- |
| Campeonato Mineiro | Cruzeiro | Minas Gerais | 2011 |

### Campeonatos nacionales
| Título                | Club            | País     | Año     |
| --------------------- | --------------- | -------- | ------- |
| Primera División      | FC Porto        | Portugal | 2007-08 |
| Primera División      | FC Porto        | Portugal | 2008-09 |
| Copa de Portugal      | FC Porto        | Portugal | 2008-09 |
| Supercopa de Portugal | FC Porto        | Portugal | 2009    |
| Copa de Portugal      | FC Porto        | Portugal | 2009-10 |
| Primera B             | América de Cali | Colombia | 2016    |

### Torneos internacionales
| Título              | Equipo              | Sede          | Año  |
| ------------------- | ------------------- | ------------- | ---- |
| Sudamericano Sub-20 | Selección Argentina | Mar del Plata | 1999 |

### Distinciones individuales
| Distinción                              | Año    |
| --------------------------------------- | ------ |
| Máximo goleador de la Primera División  | A-2003 |
| Máximo goleador de la Copa Libertadores | 2006   |